# Norm Clarke
Pour les articles homonymes, voir Clarke.
Norman « Norm » Clarke, né le 27 juin 1960, à Toronto, au Canada, est un ancien joueur canadien de basket-ball.

## Palmarès
- 3e du championnat des Amériques 1988